# Kostel svatého Ondřeje (Luby)
Kostel svatého Ondřeje byl farní, dnes však filiální římskokatolický kostel v Lubech u Chebu ve farnosti Skalná. Je kulturní památkou ČR.

## Historie

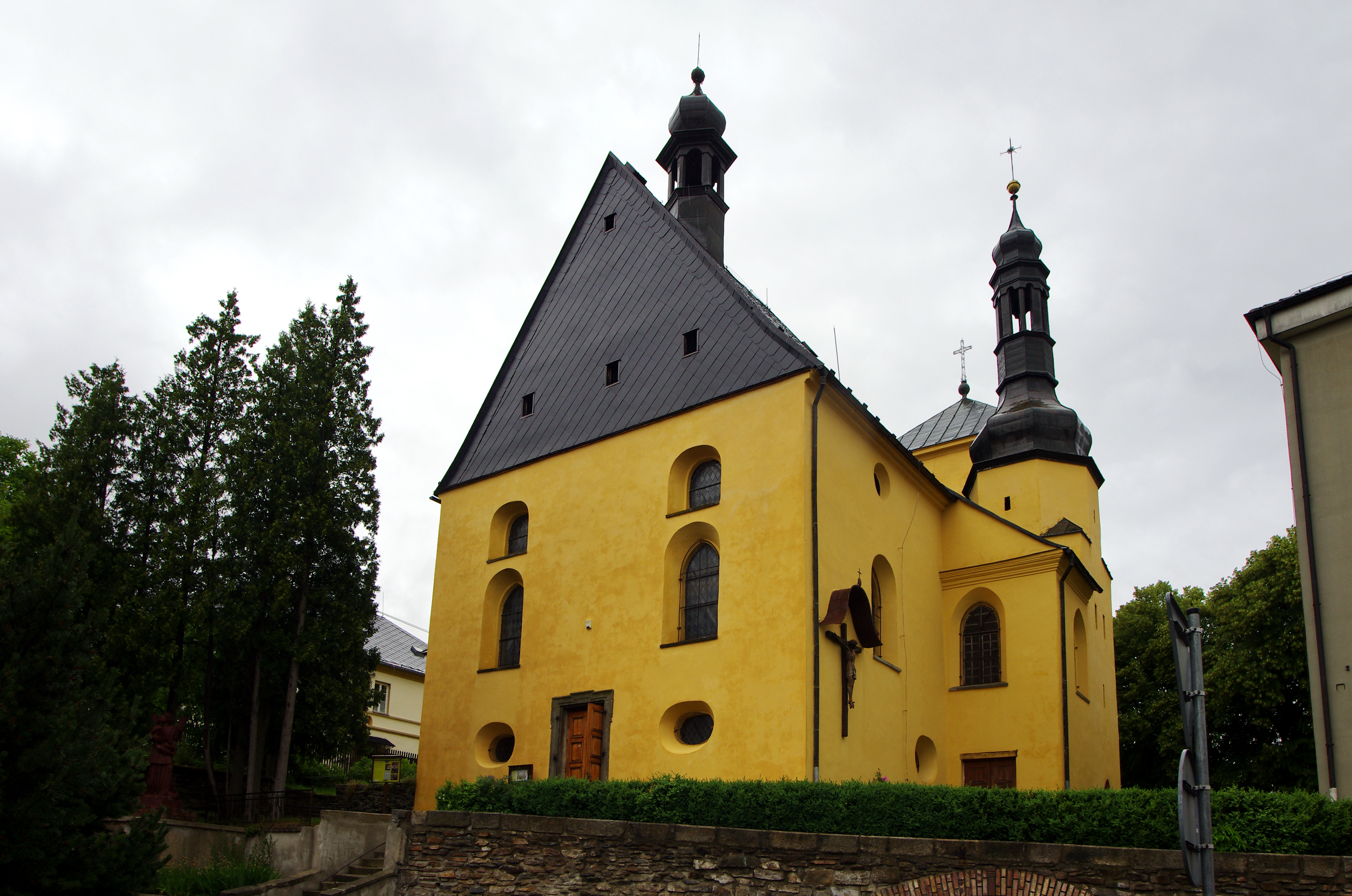
Pohled od jihozápadu

Kostel v Lubech pochází z doby první kolonizace zdejší oblasti v 11. století. První písemná zmínka pochází z roku 1184, kdy je místní kostel zmiňován jako majetek cisterciáckého waldsassenského kláštera. Tomuto klášteru věnoval Luby roku 1165 český král Vladislav II. Další zmínka pochází z roku 1188 v souvislosti se stavbou či přestavbou kostela. Z této vývojové fáze je zachována mohutná románská hranolová věž, v jejímž přízemí je situován presbytář kostela. Věž byla upravena v roce 1734 barokně a opravena v roce 1856. Roku 1199 je v listině waldsassenského kláštera zmiňován první plebán v Lubech. Ve středověku (snad již od počátku) byl kostel koncipován jako pevnostní, čemuž nasvědčuje masivní románská věž s úzkými okénky a zdí ohrazený ostroh, na němž kostel stojí.
Až do roku 1501 patřila celá oblast Chebska včetně Lubů pod Řezenskou diecézi. V 16. století během šíření luterské víry z Německa byla zdejší oblast až do roku 1621 prakticky protestantská. Ve zdejší farnosti to byly nejen Luby s kostelem svatého Ondřeje, ale také ves Kostelní s kostelem svatého Jiljí, který patří spolu s kostelem sv. Ondřeje k vůbec nejstarším v této oblasti. 
Současná podoba kostela je tvořena směsí různých stavebních úprav napříč dějinami. Z nejstarší podoby kostela je zachována románská, později barokně upravená věž (1734). Z doby gotiky pak sakristie. Jak vypadala kostelní loď původně, není známo. Současná hmota kostela bez věže, tedy dochovaná loď včetně boční polygonálně zakončené vížky se schodištěm na galerii pochází z přestavby v roce 1697. Další významnější přestavby a úpravy kostela následovaly v letech 1734 (věž), 1735 (interiér), 1792 (varhany) a 1856 (věž, nástropní malby). 

## Interiér

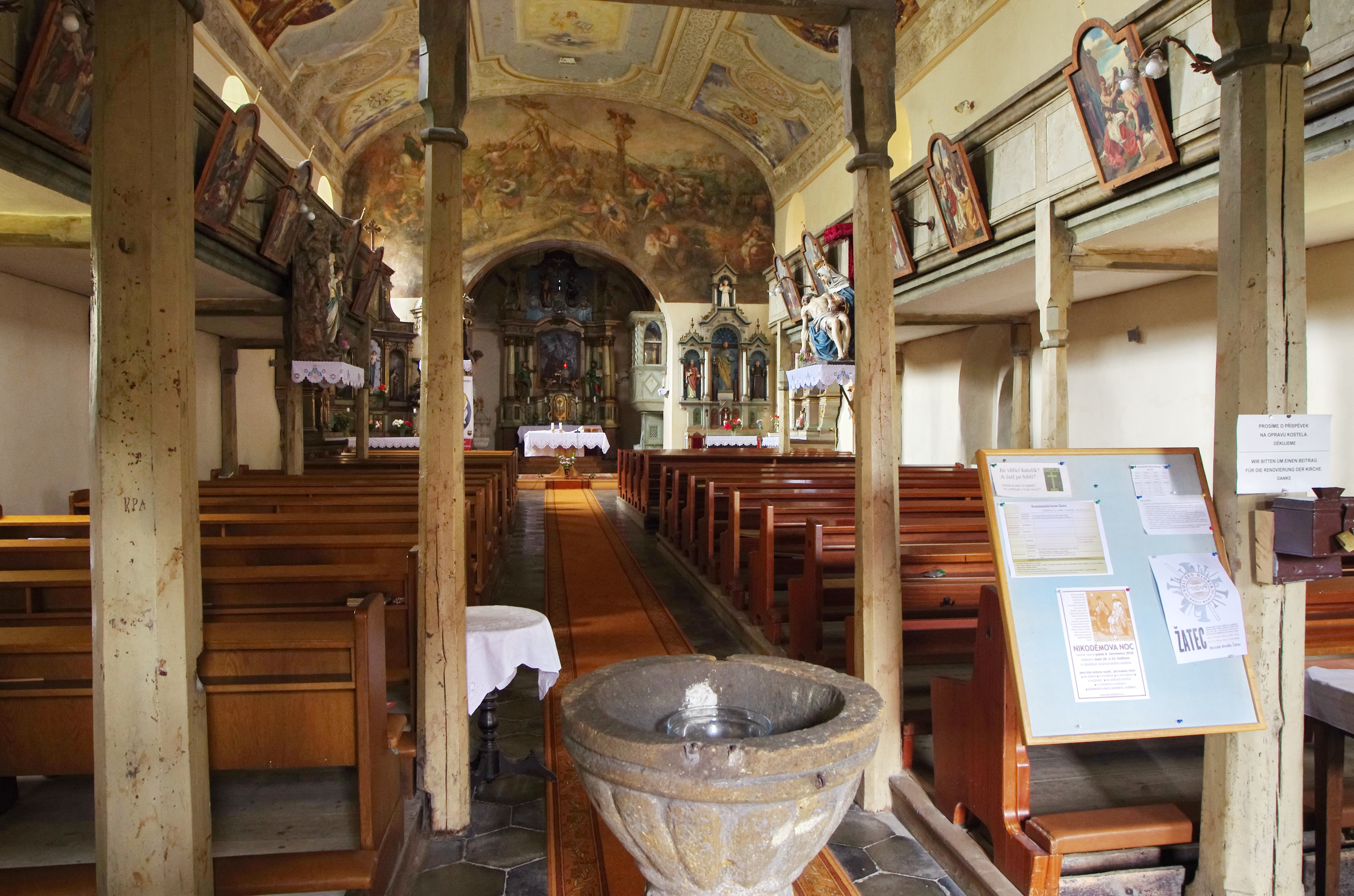
Interiér

Presbytář je sklenut křížovou klenbou. Jeho zařízení tvoří hlavní barokní oltář z 1. poloviny 18. století se sochami apoštolů Petra a Pavla. Oltářní obraz pak znázorňuje ukřižovaného svatého Ondřeje. Na vrcholu je motiv Korunování Panny Marie. Dále se zde nachází novogotická zasklená oratoř. 
Loď kostela je sklenutá barokní klenbou s nástropními freskami z roku 1856 (v tomto roce proběhla poslední velká úprava). V lodi se nachází dřevěná kruchta z 18. století, uprostřed dvoupatrová. Vstupuje se na ní bočním schodištěm z jižní strany. Na druhém kůru se nacházejí pozdně barokní varhany od Ignáce Schmidta z roku 1792, pod kůrem jsou dvě rokokové zpovědnice. V přední části lodi jsou čtyři neorenesanční boční oltáře, kazatelna je barokní. Na zábradlí první galerie jsou připevněny obrazy cyklu křížové cesty. Čelní stranu lodi okolo triumfálního oblouku zdobí freska Ukřižování z roku 1735.